# Kavač
Kavač je naselje u Boki kotorskoj, u općini Kotor. 

## Stanovništvo

### Nacionalni sastav po popisu 2003.[1]
- Crnogorci - 168
- Hrvati - 111
- Srbi - 90
- Romi - 11
- Jugoslaveni - 2
- Slovenci - 1
- Rusi - 1
- Nijemci - 1
- Bošnjaci - 1
- nepoznato - 13